# Volo Aeroméxico 229
Il volo Aeroméxico 229 era un Douglas DC-9 che si schiantò contro il fianco di una montagna mentre si avvicinava all'Aeroporto Internazionale Lic. Gustavo Díaz Ordaz a Puerto Vallarta, in Messico, il 20 giugno 1973. Non ci furono sopravvissuti tra i 27 passeggeri e l'equipaggio.

## L'incidente
L'aereo dell'incidente era un volo passeggeri partito dall'aeroporto intercontinentale di Houston (ora Aeroporto Intercontinentale di Houston-George Bush) a Houston, in Texas, all'Aeroporto Internazionale di Città del Messico passando per l'aeroporto internazionale General Mariano Escobedo a Monterrey e l'aeroporto internazionale Licenciado Gustavo Díaz Ordaz a Puerto Vallarta. L'aereo si stava avvicinando al Gustavo Díaz Ordaz quando i piloti del DC-9 ricevettero l'autorizzazione all'avvicinamento e all'atterraggio sulla pista 04. Alle 22:47, durante l'avvicinamento, l'aereo volò contro il fianco della montagna di Las Minas, 20 miglia (32 km) sopra il livello del mare dell'Aeroporto di Puerto Vallarta. L'aereo si distrusse e prese fuoco, uccidendo tutti i 27 passeggeri e l'equipaggio. Alejandro Rojano, il controllore del traffico aereo di quel fatidico giorno, segnalò la scomparsa dell'aereo alle 22:50 agli uffici principali della RAMSA a Città del Messico. Dopo un'indagine completa è stato indicato che il pilota non aveva ridotto la velocità del DC-9 durante la discesa.